# Expériences de Hershey et Chase

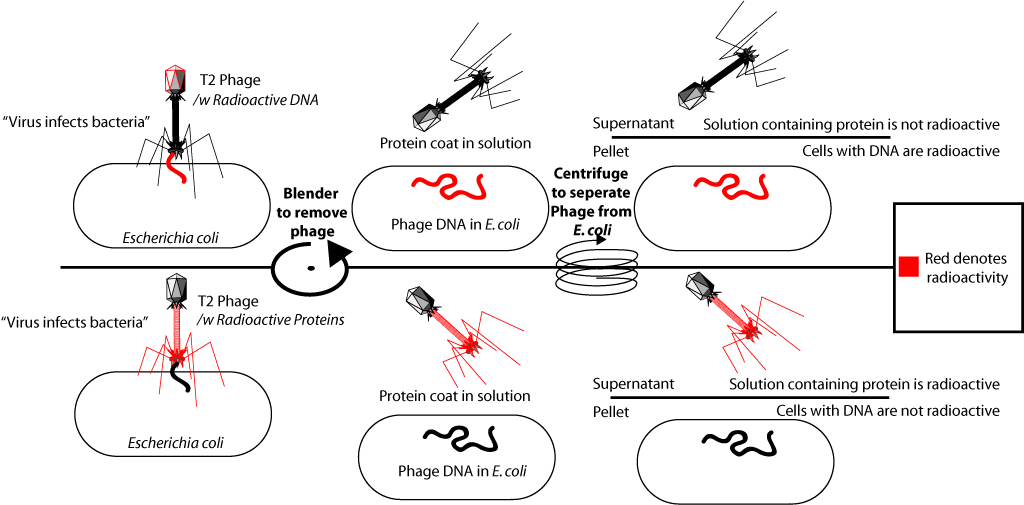
Principe des expériences

Les expériences de Hershey et Chase sont une série d'expériences menées en 1952 par Alfred Hershey et Martha Chase, confirmant que l'ADN est le support de l'hérédité, après la première démonstration en 1944 par Avery, MacLeod et McCarty. Alors que l'ADN était connu des biologistes depuis 1869, la plupart pensaient à l'époque que les protéines étaient le support physique de l'information génétique.

## Déroulement

Structure du phage T2.

Hershey et Chase ont mené leurs expériences sur le phage T2, un virus bactériophage dont la structure avait été élucidée peu de temps auparavant par microscopie électronique. Le phage T2 se compose d'une capside, ou coque protéique, contenant son matériel génétique. Le phage infecte une bactérie en se fixant sur sa membrane externe et en injectant son matériel génétique dans la cellule bactérienne tandis que la coquille vide reste attachée à la surface de la bactérie.
Dans leur première série d'expériences, Hershey et Chase ont tout d'abord marqué l'ADN des phages par du phosphore 32, noté 32P, un isotope radioactif du phosphore : en effet, le phosphore est présent dans l'ADN mais dans aucun des acides aminés composant les protéines qui sont ensuite synthétisées. Ils ont ensuite infecté une souche d’Escherichia coli, une entérobactérie, et ont pu observer le transfert de l'ADN du phage marqué au 32P dans le cytoplasme de la bactérie.
Dans leur deuxième série d'expériences, ils ont marqué les protéines du phage par du soufre 35, noté 35S, un isotope radioactif du soufre : en effet, le soufre est présent dans deux acides aminés, la cystéine et la méthionine, mais est absent de l'ADN. À la suite de l'infection de la bactérie E. coli, ils ont ensuite détaché les capsides des cellules infectées en utilisant un mélangeur à haute vitesse, puis séparé les uns des autres à l'aide d'une centrifugeuse. Après la séparation, le traceur radioactif 35S a été observé dans les capsides, mais pas dans les bactéries infectées, ce qui appuie l'hypothèse que le matériel génétique qui infecte les bactéries était l'ADN et non les protéines.
Alfred Hershey, Salvador Luria et Max Delbrück ont partagé le prix Nobel de physiologie ou médecine en 1969 pour « leurs découvertes relatives aux mécanismes de réplication et à la structure génétique des virus ».